# Muntiacus muntjak
El muntíaco de la India o muntíaco común (Muntiacus muntjak) es una especie de mamífero artiodáctilo de la familia Cervidae que habita por todo el Sudeste Asiático.
Los muntjacs son solitarios y nocturnos, y generalmente viven en áreas de vegetación densa. Son conocidos como ciervos ladradores debido a su grito.
Se cree que comenzaron a aparecer hace 15-35 millones de años, con restos encontrados en depósitos del Mioceno en Francia, Alemania y Polonia.
El muntjac indio (M. muntjak) es el mamífero con el número cromosómico más bajo registrado: el macho tiene un número diploide de 7, la hembra solo 6 cromosomas. En comparación, el muntjac de Reeves (M. reevesi) tiene un número diploide de 46 cromosomas.

## Subespecies
Se conocen hasta 15 subespecies:
- M. m. annamensis, Indochina
- M. m. aureus, India
- M. m. bancanus, Billiton e islas Banka
- M. m. curvostylis, Tailandia
- M. m. grandicornis, Birmania
- M. m. malabaricus, India y Sri Lanka
- M. m. montanus, Sumatra, que algunos autores consideran especie buena.
- M. m. muntjak, Java y Sumatra
- M. m. nainggolani, Bali y Lombok
- M. m. nigripes, Vietnam y Hainan
- M. m. peninsulae, Malasia
- M. m. pleicharicus, Borneo
- M. m. robinsoni, Bintan e islas Linga
- M. m. rubidus, Borneo
- M. m. vaginalis, Myanmar y sur de China